# Eschweilera juruensis
Eschweilera juruensis är en tvåhjärtbladig växtart som beskrevs av Reinhard Gustav Paul Knuth. Eschweilera juruensis ingår i släktet Eschweilera och familjen Lecythidaceae. Inga underarter finns listade i Catalogue of Life.